# خداع مولر-لاير

خداع أسهم مولر-لاير

وهم مولر - لاير (بالألمانية: Müller-Lyer illusion) هو أحد أنواع الخداع البصري، تم تسميته نسبة إلى مكتشفه النفساني الألماني فرانز كارل مولر-لاير عام 1889. يكمن بالمقارنة بين سهمين مختلفا التوجيه، حيث يبدو السهم ذو الرؤوس المتنافرة أطول بكثير من السهم ذو الرؤوس المتقابلة مع أن قياس الطولين واحد، كما يمكن التأكد من ذلك بالقياس المباشر.